# Maagdenpalm
Maagdenpalm (Vinca) is een geslacht van vier groenblijvende struiken uit de maagdenpalmfamilie (Apocynaceae).
Het geslacht komt van nature voor in Europa, Noordwest-Afrika en Zuidwest-Azië.
De lange, slingerende takken worden 1-2 m lang maar komen niet meer dan 20-40 cm boven de grond. De takken schieten gemakkelijk wortel waar ze de grond raken. De plant verspreidt zich hierdoor gemakkelijk.
De bladeren zijn overstaand, breed lancetvormig tot ovaal en 1-9 × 0,5-6 cm groot.
De bloemen worden vrijwel het gehele jaar door geproduceerd. Ze hebben dezelfde vorm als die van de Phlox, enkelvoudig, 2,5-7 cm breed, met vijf ongebruikelijk paars/violette (soms witte) kroonbladen. De kroonbladen komen aan de voet samen en vormen dan een buis.
De twee soorten kleine maagdenpalm (Vinca minor) en grote maagdenpalm (Vinca major) zijn populaire tuinplanten. Zij worden aangeplant om hun groenblijvende bladeren en hun paarse bloemen.

## Gebruik

### Medisch
Sommige soorten uit de maagdenpalmfamilie bevatten vinca-alkaloïden, die gebruikt worden bij kankertherapie.

### Kruidenplant
De plant werd vroeger gebruikt om ontstekingen in de mond en keelholte te genezen. Hiervoor werd het toegepast in een gorgeldrank. Een thee getrokken van maagdenpalm zou helpen tegen diarree.
De giftige plant wordt door de beoefenaars van hekserij gerekend tot de zogenaamde afweerkruiden. Ze zou ook werkzaam zijn als afrodisiacum.

## Taxonomie
De kleine maagdenpalm (Vinca minor) is de enige soort die in België en Nederland in het wild voorkomt.
Overige soorten:
- Vinca difformis
- Vinca herbacea
- Vinca major (Grote maagdenpalm)

Aganonerion · 
Acokanthera · 
Adenium · 
Aganosma · 
Allamanda · 
Alstonia · 
Alyxia · 
Amalocalyx · 
Anodendron · 
Apocynum .
Asclepias · 
Baharuia · 
Baissea · 
Beaumontia ·
Caralluma · 
Carissa · 
Catharanthus · 
Cerbera · 
Ceropegia (lantaarnplanten) · 
Chonemorpha · 
Cleghornia · 
Cynanchum · 
Dewevrella ·
Dischidia ·
Ditassa  ·
Echites · 
Elytropus · 
Epigynum · 
Eucorymbia · 
Forsteronia · 
Hoodia · 
Hoya · 
Hylaea · 
Huernia · 
Ichnocarpus · 
Ixodonerium · 
Kopsia · 
Landolphia · 
Lhotzkyella · 
Macroditassa · 
Mandevilla · 
Manothrix · 
Margaretta · 
Marsdenia · 
Matelea · 
Melinia ·
Melodinus  · 
Merrillanthus · 
Metaplexis · 
Metastelma · 
Microdactylon · 
Microloma · 
Miraglossum · 
Mitostigma · 
Morrenia · 
Motandra · 
Nautonia · 
Neoschumannia · 
Nephradenia · 
Notechidnopsis · 
Odontadenia · 
Odontanthera · 
Oncinema · 
Oncostemma · 
Ophionella · 
Orbea · 
Orbeanthus · 
Orbeopsis · 
Orthanthera · 
Orthosia · 
Oxypetalum · 
Oxystelma · 
Pachycarpus · 
Pachycymbium · 
Pachypodium · 
Papuechites · 
Parameria · 
Parapodium · 
Parepigynum · 
Parsonsia · 
Pectinaria · 
Pentacyphus · 
Pentarrhinum · 
Pentasachme · 
Pentastelma · 
Pentatropis · 
Peplonia · 
Pergularia · 
Periglossum · 
Petopentia · 
Pherotrichis · 
Philibertia · 
Piaranthus · 
Pleurostelma · 
Plumeria · 
Pseudolithos · 
Quaqua · 
Quisumbingia · 
Raphistemma · 
Raphionacme · 
Rauvolfia · 
Rhyncharrhena · 
Rhyssolobium · 
Rhyssostelma · 
Rhytidocaulon · 
Riocreuxia · 
Rojasia · 
Sarcolobus ·
Sarcostemma · 
Schistogyne · 
Schistonema · 
Schubertia · 
Secamone · 
Secamonopsis · 
Seutera · 
Sindechites · 
Sisyranthus · 
Solenostemma · 
Sphaerocodon · 
Stapelia · 
Stapelianthus · 
Stapeliopsis · 
Stathmostelma · 
Stenomeria · 
Stenostelma · 
Stigmatorhynchus · 
Schizozygia · 
Tacazzea · 
Tectiphiala · 
Trachelospermum · 
Urceola · 
Vallariopsis · 
Vinca (maagdenpalm) · 
Vincetoxicum (engbloem)